# Mohammad Yunus Khalis
Mohammad Yunus Khalis, född 1919 i Khugyani i Nangarharprovinsen, död 19 juli 2006, var en afghansk mujaheddinledare under afghansk-sovjetiska kriget. Han deltog först i Gulbuddin Hekmatyars motståndsgrupp Hezb-i-Islami (Islamiska partiet) för att sedan bilda en egen motståndsgrupp under samma namn, vilken kom att kallas Hezb-i-Islami Khalis. Efter kommunistregeringens fall 1992 hade hans styrkor kontroll över Nangarharprovinsen och Khalis deltog i den islamiska interimsregeringen.